# アーセナル駅
アーセナル駅（アーセナルえき、Arsenal station）は、ロンドン地下鉄のピカデリー線の駅である。1906年12月15日に開設。ロンドンのイズリントン・ロンドン特別区のハイベリーに位置している。トラベルカード・ゾーンは2に属している。アーセナルFCの本拠地エミレーツ・スタジアムの最寄り駅。

## 隣の駅
ロンドン交通局
ロンドン地下鉄
■ピカデリー線
ハロウェイ・ロード駅 - アーセナル駅 - フィンズベリー・パーク駅